# Hoshihananomia tibialis
Hoshihananomia tibialis es una especie de coleóptero de la familia Mordellidae.

## Distribución geográfica
Habita en Nueva Zelanda.